# Котофей Котофєевич
«Котофей Котофеевич» — радянський мальований мультфільм 1937 року відомого режисера-мультиплікатора Івана Іванова-Вано, а також його перша робота на студії «Союзмультфільм».
1 січня 2008 року, згідно з Цивільним кодексом РФ, фільм перейшов у суспільне надбання.

## Сюжет
За мотивами російської народної казки про довірливого півника, винахідливого кота і хитру лисицю. Фільм розповідає про те, як Котофей Котофійович та його друзі провчили підступну лисицю.

## Оцінки
Мультфільм піддався критиці як вплив американської мультиплікації і позбавлений цілісності у зв'язку з відсутністю продуманого авторського підходу.
Сам режисер цього фільму І. Іванова-Вано згадував про нього з прикрістю. За його словами, «фільм не був витриманий у характері російської народної казки», а «був виконаний під впливом американської мультиплікації».